# مقاطعة سرداريا
مقاطعة سرداريا هي تقسيم إداري في ولاية سرداريا في أوزبكستان، مقرها مدينة سرداريا.